# Comté de Lemhi
Le comté de Lemhi est un comté des États-Unis situé dans l’État de l'Idaho. En 2000, la population était de 7 806 habitants. Son siège est Salmon. Le comté a été créé en 1869 et nommé d'après le Fort Lemhi.

## Géolocalisation
| Comté d'Idaho   | Comté de Ravalli, (Montana) | Comté de Beaverhead, (Montana) |
| Comté de Valley | Comté de Lemhi              | Comté de Clark                 |
|                 | Comté de Custer             | Comté de Butte                 |

## Principales villes
- Leadore
- Salmon

## Démographie
| 1870 | 1880  | 1890  | 1900  | 1910  | 1920  |
| ---- | ----- | ----- | ----- | ----- | ----- |
| 988  | 2 230 | 1 915 | 3 446 | 4 786 | 5 164 |

| 1930  | 1940  | 1950  | 1960  | 1970  | 1980  |
| ----- | ----- | ----- | ----- | ----- | ----- |
| 4 643 | 6 521 | 6 278 | 5 816 | 5 566 | 7 460 |

| 1990  | 2000  | 2010  | 2020  | - | - |
| ----- | ----- | ----- | ----- | - | - |
| 6 899 | 7 806 | 7 936 | 7 974 | - | - |